# پالمیری (دهانه)
پالمیری یک دهانه برخوردی در ماه‌ است.

## دهانه‌های اقماری
این دهانه ۶ دهانه اقماری دارد.
| Palmieri | عرض جغرافیایی | طول جغرافیایی | قطر          |
| -------- | ------------- | ------------- | ------------ |
| A        | ۳۲.۲° S       | ۴۸.۴° W       | ۲۱.۰ کیلومتر |
| B        | ۳۰.۸° S       | ۴۸.۲° W       | ۹.۰ کیلومتر  |
| E        | ۲۹.۲° S       | ۴۸.۵° W       | ۱۴.۰ کیلومتر |
| G        | ۳۲.۵° S       | ۴۷.۶° W       | ۹.۰ کیلومتر  |
| H        | ۳۱.۵° S       | ۴۷.۷° W       | ۱۹.۰ کیلومتر |
| J        | ۳۳.۶° S       | ۴۹.۳° W       | ۱۰.۰ کیلومتر |